# PFK Levski Sofia
PFK Levski Sofia (în bulgară ПФК Левски София) este un club profesionist de fotbal din Sofia, Bulgaria, care joacă în prima ligă bulgară. Clubul a fost fondat pe 24 mai 1914 de un grup de studenți, și este numit după Vasil Levski, un mare revoluționar bulgar. Rivala clubului este echipa din oraș, ȚSKA Sofia.

## Palmares
A PFG:
- Câștigătoare (26): 1933, 1937, 1942, 1946, 1947, 1949, 1950, 1953, 1965, 1968, 1970, 1974, 1977, 1979, 1984, 1985, 1988, 1993, 1994, 1995, 2000, 2001, 2002, 2006, 2007, 2009

Cupa Bulgariei:
- Câștigătoare (26): 1942, 1946, 1947, 1949, 1950, 1956, 1957, 1959, 1961 1970, 1971, 1976, 1977, 1979, 1982, 1984, 1986, 1991, 1992, 1994, 1998, 2000, 2002, 2003, 2005, 2007,

Supercupa Bulgariei:
- Câștigătoare (3): 2005, 2007, 2009

## Europa
- UEFA Europa League
  -  Faza Grupelor (2) : 2010, 2011

## Coeficient UEFA & IFFHS

### Clasament European
Acesta este coeficientul UEFA:
| Loc | Echipă               | Puncte |
| --- | -------------------- | ------ |
| 136 | FC Nordsjælland      | 12.640 |
| 137 | Odense BK            | 12.640 |
| 138 | FC Metalurh Donetsk  | 12.451 |
| 139 | FC Dinamo Moscova    | 12.266 |
| 140 | PFK Levski Sofia     | 11.950 |
| 141 | SK Slavia Praga      | 11.745 |
| 142 | SK Sturm Graz        | 11.575 |
| 143 | FC Sheriff Tiraspol  | 11.533 |
| 144 | SC Tavria Simferopol | 11.451 |

- Listă Completă

### Coeficient Mondial
Acesta este coeficientul IFFHS al clubului, la data de 1 martie 2013:
| Loc | Echipă                | Puncte |
| --- | --------------------- | ------ |
| 409 | Hamburger SV          | 62,0   |
| 409 | Genoa C.F.C.          | 62,0   |
| 409 | FC Terek Grozny       | 62,0   |
| 409 | 1. FC Nürnberg        | 62,0   |
| 409 | PFK Levski Sofia      | 62,0   |
| 418 | Motherwell FC         | 61,5   |
| 422 | Aberdeen FC           | 60,5   |
| 423 | CS Pandurii Târgu Jiu | 60,0   |
| 426 | NEC Nijmegen          | 60,0   |

- Listă Completă

## Suporteri

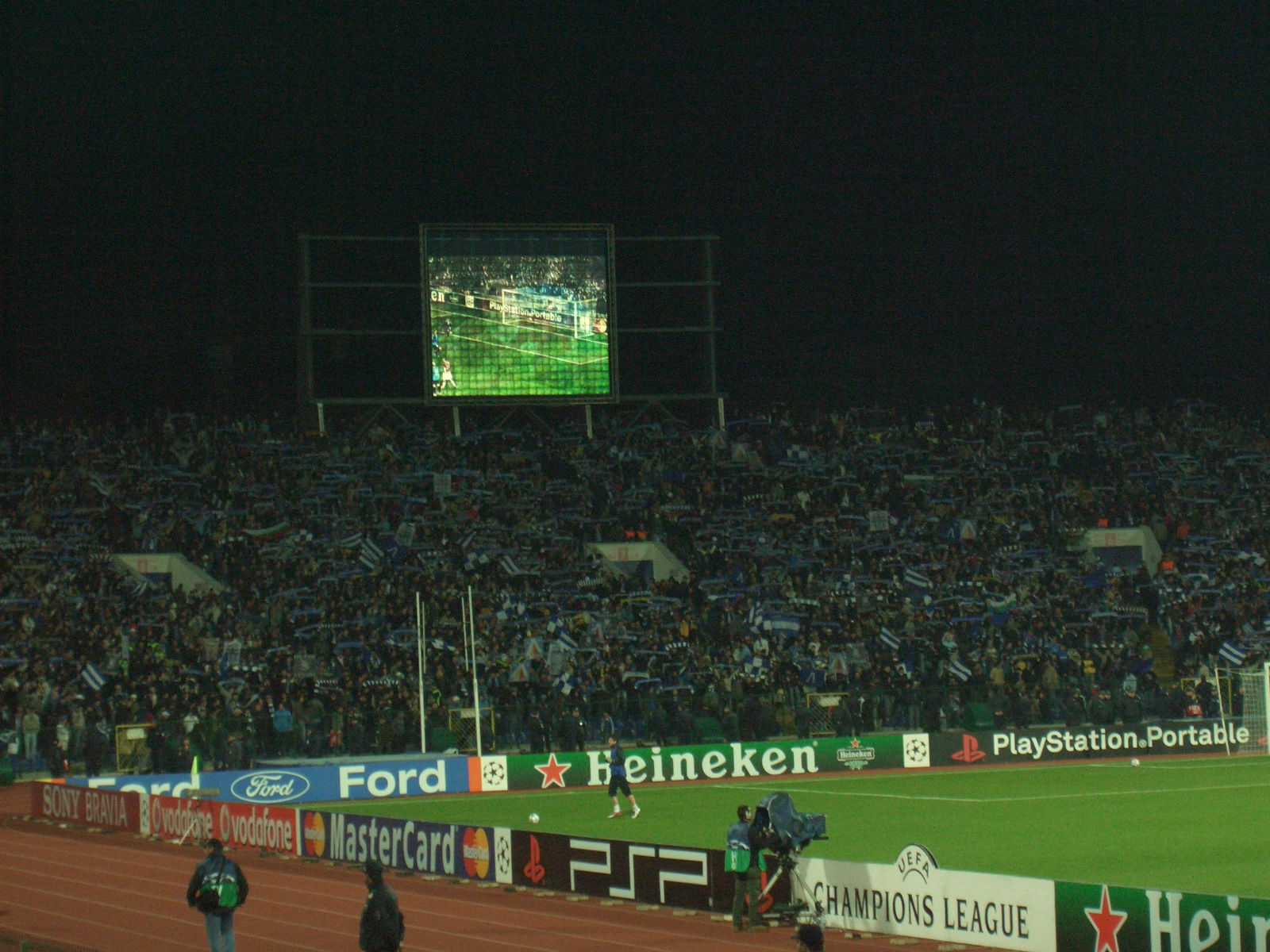
Sectorul B al fanilor

De-alungul timpului, galeria echipei Levski Sofia a stat în peluza sud a stadionului. Acestă tradiție se crede că își are originile de la Derby-ul Sofiei, când fanii echipei Levski Sofia s-au întâlnit în partea de sud a Stadionului Național Vasil Levski. Chiar dacă numele este folosit pe mai multe stadioane din Bulgaria, Sectorul B a devenit un sinonim cu fanii echipei Levski. Recent, suporterii din Sectorul B sunt văzuți ca făcând parte a Mișcării Populare Ultras, din centrul și estul Europei. Din anul 2000, Sectorul B a inițiat cele mai multe cântece, scandări, coregrafii și jocuri pirotehnice ale echipei Levski Sofia.
Galeria echipei Levski este organizată de fancluburi, dar cel mai mult de Clubul Național al Suporterilor, care ajută și coodronează galeria de pe întreg teritoriul Bulgariei și finanțează organizarea evenimentelor. De asemenea, există grupuri notabile de suporteri din Sofia (Sofia-Vest, Divizia Sud, HD Boys) sau din alte orașe (ca și Ultra Varna, Blue Warriors Plovdiv și multe altele).

## Recorduri Europene
| Competition                                       | S  | P   | W  | D  | L  | GF  | GA  | GD   |
| ------------------------------------------------- | -- | --- | -- | -- | -- | --- | --- | ---- |
| UEFA Champions League / Cupa Campionilor Europeni | 16 | 58  | 15 | 14 | 29 | 74  | 82  | – 8  |
| Cupa Cupelor UEFA                                 | 12 | 36  | 14 | 5  | 17 | 70  | 55  | + 15 |
| UEFA Europa League / Cupa UEFA                    | 21 | 98  | 37 | 21 | 40 | 132 | 133 | – 1  |
| Total                                             | 49 | 192 | 66 | 40 | 86 | 276 | 270 | + 6  |

## Jucători record

### Cele mai multe apariții
| #  | Nume              | ?                       | Apariții | Goluri |
| -- | ----------------- | ----------------------- | -------- | ------ |
| 1  | Stefan Aladjov    | 1967 - 1981             | 483      | 4      |
| 2  | Emil Spasov       | 1974 - 1990             | 415      | 111    |
| 3  | Pavel Panov       | 1969 - 1981             | 383      | 177    |
| 4  | Kiril Ivkov       | 1967 - 1978             | 375      | 15     |
| 5  | Aleksandăr Kostov | 1956 - 1971             | 344      | 85     |
| 6  | Hristo Iliev      | 1954 - 1968             | 326      | 132    |
| 7  | Elin Topuzakov    | 1996 - 2008 2009 - 2010 | 325      | 23     |
| 8  | Stefan Abadjiev   | 1953 - 1968             | 299      | 45     |
| 9  | Plamen Nikolov    | 1977 - 1992             | 296      | 6      |
| 10 | Voin Voinov       | 1971 - 1981             | 295      | 50     |

#### Cei mai buni marcatori
| #  | Nume               | ?                       | Apariții | Goluri | Goluri/meci |
| -- | ------------------ | ----------------------- | -------- | ------ | ----------- |
| 1  | Nasko Sirakov      | 1981 - 1994             | 258      | 206    | 0.80        |
| 2  | Pavel Panov        | 1969 - 1981             | 383      | 177    | 0.46        |
| 3  | Gheorghi Asparuhov | 1959 - 1971             | 238      | 153    | 0.64        |
| 4  | Gheorghi Ivanov    | 1997 - 2009             | 204      | 122    | 0.60        |
| 6  | Emil Spasov        | 1974 - 1990             | 415      | 111    | 0.27        |
| 7  | Dimităr Iordanov   | 1956 - 1965             | 207      | 104    | 0.50        |
| 8  | Mihail Valcev      | 1981 - 1987             | 169      | 102    | 0.60        |
| 9  | Gheorghi Sokolov   | 1958 - 1969             | 237      | 83     | 0.35        |
| 10 | Aleksandăr Kostov  | 1955 - 1960 1961 - 1971 | 281      | 65     | 0.23        |

## Istoria managerilor
| - Ivan Radoev (1946–48) - Rizko Szomlaj (1948–49) - Ivan Radoev (1950–51) - Ljubej Petkov (1952) - Dimitar Mutafchiev (1953) - Vasil Spasov (1954–56) - Georgi Pachedzhiev (1956–60) - Koce Georgiev (1960–61) - Krastio Chakarov (1961–64) - Hristo Mladenov (1964–65) - Rudolf Vytlačil (1965–66) - Krastio Chakarov (1966–69) - Vasil Spasov (1969) - Rudolf Vytlačil (1969–70) - Yoncho Arsov (1971–73) - Dimitar Doichinov (1973–75) - Ivan Vutsov (1975–76) - Vasil Spasov (1976–77) - Ivan Vutsov (1977–80) - Hristo Mladenov (1980–82) - Dobromir Zhechev (1982–83) | - Vasil Metodiev (1983–85) - Kiril Ivkov (1985–87) - Pavel Panov (1986–87) - Vasil Metodiev (1988–89) - Dobromir Zhechev (1989) - Pavel Panov (1989–90) - Vasil Metodiev (1991) - Dinko Dermendzhiev (1991) - Ivan Vutsov (1992–93) - Andrey Zhelyazkov (1992–97) - Georgi Vasilev (1993–95) - Ivan Kiuchukov (1995–96) - Georgi Cvetkov (1996–97) - Stefan Grozdanov (1997) - Michail Valchev (1998) - Vyacheslav Hrozny (1998) - Angel Stankov (1999) - Ljupko Petrović (1999–00) - Dimitar Dimitrov (2000) - Vladimir Fedotov (2000) - Ljupko Petrović (2000–01) | - Georgi Todorov ( 1 iulie 2000 – 1 iulie 2001) - Rüdiger Abramczik (1 iulie 2000 – 30 iunie 2001) - Slavoljub Muslin (1 iulie 2001 – 10 martie 2003) - Georgi Todorov (2003–04) - Georgi Vasilev (2003–04) - Stanimir Stoilov ( 1 iunie 2004 – 6 mai 2008) - Velislav Vutsov (2008) - Emil Velev (16 august 2008– 23 iulie 2009) - Ratko Dostanić (23 iulie 2009– 19 octombrie 2009) - Georgi Ivanov ( 19 octombrie 2009– 30 iunie 2010) - Antoni Zdravkov (2009–10) - Yasen Petrov (1 iulie 2010 – 28 mai 2011) - Georgi Ivanov ( 1 iunie 2011– 3 noiembrie 2011) - Antoni Zdravkov (2011) - Nikolay Kostov (3 Noiembrie, 2011– 27 martie 2012) - Georgi Ivanov (interim) ( 27 martie 2012 – 8 aprilie 2012) - Yasen Petrov ( 7 aprilie 2012 – 30 mai 2012) - Ilian Iliev ( 1 iulie 2012– 13 aprilie 2013) - Nikolay Mitov (12 aprilie 2013 – 12 iulie 2013) - Slaviša Jokanović (15 iulie 2013 – Octombrie 2013) - Antoni Zdravkov (10 octombrie 2013 – 19 martie 2014) - Elin Topuzakov (20 martie 2014 - ) |

## Oficialii clubului

### Proprietarii clubului
| Nume         | Naționalitate | Funcție    |
| ------------ | ------------- | ---------- |
| Todor Batkov | Bulgaria      | Proprietar |

### Consiliul de Administrație
| Poziție              | Naționalitate | Personal              |
| -------------------- | ------------- | --------------------- |
| Konstantin Bazhdekov | Bulgaria      | Director executiv     |
| Milena Modeva        | Bulgaria      | Director de marketing |
| Ivo Tonev            | Bulgaria      | Director              |
| Georgi Markov        | Bulgaria      | Director              |
| Ivan Vutsov          | Bulgaria      | Consilier             |

### Prima echipă
| Management           | Management        |
| -------------------- | ----------------- |
| Manager de fotbal    | Vacant            |
| staff tehnic         |                   |
| Antrenor principal   | Elin Topuzakov    |
| Manager asistent     | Viktorio Pavlov   |
| Antrenor de portari  | Ruslan Mihaylov   |
| Antrenor de fitness  | Yasen Ekimov      |
| Administrator        | Rayko Yakimov     |
| Personal de scouting |                   |
| Doncho Donev         |                   |
| Scouteri             | Aleksandar Kostov |
| Scouteri             | Georgi Tsvetkov   |
| Kiril Vangelov       |                   |
| staff medical        |                   |
| Doctor               | Mihail Iliev      |